# 決勝時刻：黑色行動
《決勝時刻：黑色行動》是一款由Treyarch製作並由美國動視發行的第一人稱射擊遊戲，於2010年11月9日正式發售。其日文字幕版在11月18日發售，而日文配音版則在同年的12月16日發售。該作是決勝時刻系列的第七部作品（不包括資料片）。

## 遊戲要素
《使命召唤：黑色行動》是與使命召唤系列前作類似的第一人稱射擊遊戲，主要的區別在於其背景是設定於冷戰時期。相比前幾集的作品，玩家可在遊戲中使用SR-71黑鳥式偵察機、貝爾UH-1及Mi-24A雌鹿直升機。除此之外，主角（玩家）將會有對白（之前的作品玩家都是沒有對白）。
在戰爭世界中出现的僵尸模式将继续存在。游戏中有三张僵尸地图，在“Kino der Toten”（死亡剧场）地图中，前作“Der Riese”中的四位主角：坦克·邓普塞、武雄正木、尼古莱·博林斯基和爱德华·里希托芬通过纳粹的传送器，从僵尸工厂时空穿越到了1960年代的一个废弃剧场裡，这个地图无需通关便可解鎖；第二张需要通关才能解锁的僵尸地图“Five”中，约翰·肯尼迪、理查德·尼克松、罗伯特·麦克纳马拉和菲德尔·卡斯特罗正在五角大楼对古巴导弹危机的善后问题进行谈判，这时僵尸开始成群涌入，于是四位大人物也拿起武器准备大杀一场；第三张僵尸地图“Dead Ops Arcade”是一个模仿80年代街机游戏风格的俯瞰视角射击游戏，需要特殊方法解鎖（方法：1.要先全破、2.在挑選關卡的選單一直按跳躍鍵直到主角起來、3.可以逛逛審問室找到一台電腦（會有按F的提示）、4.使用密碼DOA）。

## 登場人物

### 美國中央情報局
- 亞歷克·梅森（Alex Mason）：本作的主角兼主要玩家角色。出身於阿拉斯加，曾在美國海軍陸戰隊武裝偵察連中服役並參與過韓戰，後因才能出眾被中央情報局招募到特別活動部執行各種秘密任務。曾在古巴執行任務期間被俘，然後在蘇聯的沃爾庫塔勞改營囚禁了接近3年，後在雷澤諾夫等人的幫助下成功越獄，回到美國後繼續為國家效力，卻不知道自己身在沃爾庫塔的時候已被洗腦。
- 法蘭克·伍茲（Frank Woods）：亞歷克·梅森的隊友兼死黨，性格較暴躁。與梅森一樣是來自美國海軍陸戰隊的特別活動部幹員。
- 傑森·哈德森（Jason Hudson）：玩家角色之一，智商極高，領導能力強，為梅森和伍茲等人的上司。在加入CIA特別活動部前曾經在美國陸軍101空降師服役。
- 格里哥裡·韋弗（Grigori Weaver）：CIA特別活動部所屬的俄籍特工。在“行政命令”（Executive Order）關卡開頭被蘇軍俘虜並遭到虐待失去左眼，後被隊友救出並繼續服役。
- 約瑟夫·鮑曼（Joseph Bowman）：非裔美國人，來自美國海軍，於“復仇”（Payback）關卡中與梅森和伍茲一同被越共及蘇軍俘虜，因拒絕玩俄羅斯輪盤而遭蘇聯軍官處決。

### 美軍援越司令部研究觀察團
- 亞歷克斯·梅森（Alex Mason）
- 法蘭克·伍茲（Frank Woods）
- 約瑟夫·鮑曼（Joseph Bowman）
- 斯威夫（Shift）：於“越共”（Victor Charlie）關卡中登場，於地下通道與梅森行動，期間因梅森產生幻覺看見雷澤諾夫，在斯威夫看來梅森是在自言自語，也導致斯威夫分心而被埋伏的越共游擊隊殺害。

### 美國空軍
- 莫斯利（Moseley）：於“WMD”關卡中登場的SR-71黑鳥式偵察機駕駛員，為玩家角色之一。
- 內茨（Neitsch）：於“WMD”關卡中登場的SR-71黑鳥式偵察機機組人員，為玩家角色之一。

### 美國政府
- 約翰·肯尼迪（John F. Kennedy）：美國總統，於“U.S.D.D.”關卡中與剛從沃爾庫塔逃出的梅森在五角大樓會面，並要求對方暗殺德拉戈維奇。

### 蘇聯軍隊
- 尼基塔·德拉戈維奇（Nikita Dragovich）：蘇聯陸軍少將，為本作的主要反派角色。“新星計劃”的創立者之一，為了測試毒氣不惜犧牲自己的下屬，德米特里也因此成為其中一名受害者，同時也是把梅森洗腦的元兇。
- 列夫·克拉夫琴科（Lev Kravchenko）：蘇聯陸軍上校，也是德拉戈維奇的左右手，為本作的反派角色之一。冷酷無情，只會盲目服從德拉戈維奇的命令。
- 維克多·雷澤諾夫（Viktor Reznov）：前作《決勝時刻：戰爭世界》的登場角色之一，於“新星計劃”關卡中爲玩家角色。曾經是蘇聯陸軍突擊第3集團軍所屬士兵，於柏林戰役後晉升為上尉，並在3個月後受命於德拉戈維奇和克拉夫琴科前往北極圈抓捕德國科學家史泰納。在見識過新星毒氣的威力後認為不能讓它落入任何人手上而炸毀載有毒氣的船，後來疑似違反軍規而被囚禁在沃爾庫塔勞改營裡，並與梅森相識，兩人因而成為患難好友，最後犧牲自己來讓梅森成功越獄。此後梅森時常會產生幻覺看見雷澤諾夫，這是洗腦程序的副作用所導致的。
- 德米特里·彼得倫科（Dimitri Petrenko）：前作《決勝時刻：戰爭世界》的主角之一，僅於“新星計劃”關卡中登場。為雷澤諾夫的死黨，兩人同屬突擊第3集團軍，在柏林戰役結束的3個月後受命於德拉戈維奇和克拉夫琴科前往北極圈抓捕德國科學家史泰納。最終被迫成為德拉戈維奇測試新星毒氣的白老鼠，慘死在雷澤諾夫的面前。

### 新星計劃科學家
- 丹尼爾·克拉克（Daniel Clarke）：在“數字”關卡中登場，為一名英國出身的化學工程師，因政治立場問題叛逃至蘇聯，曾為德拉戈維奇改良新星毒氣，但因知曉一旦完成了自己的使命，蘇聯人便會清算他的緣故而逃到香港九龍城寨匿藏。後被哈德森和韋弗找上門拷問，被迫向他們透露更多與新星計劃有關的情報，從而得知弗里德里希·施泰納是毒氣的製造者。但在拷問過程中蘇聯特種部隊突然殺到，迫使3人邊戰邊逃。最終在準備說出有關數字的情報前被蘇軍狙擊手滅口。
- 弗里德里希·施泰納（Friedrich Steiner）：曾為武裝黨衛軍工作的德國科學家，新星毒氣的研發者，也是本作的反派角色之一。原本在1945年被奉命派到北極圈向美國發射裝載新星毒氣的火箭，但其貨船被英國轟炸機炸中，令他和他的手下被困在北極海無法離開，加上得知納粹德國已戰敗，於是為了活命施泰納只好向蘇聯投誠，從此為德拉戈維奇工作並改良毒氣，也參與了梅森的洗腦工作。後來因毒氣已完成，蘇聯正準備向美國使用該生化武器，而施泰納對蘇聯來說已經沒有利用價值，因此他又決定向美國投誠，指出只有他才可阻止蘇聯人在美國本土使用毒氣。最後於“復活島”關卡中被洗腦的梅森搶先一步抵達，死在他的槍下（可是在梅森的視角中是雷澤諾夫開槍的）。

### 古巴政府
- 菲德爾·卡斯特羅（Fidel Castro）：古巴領導人，為梅森的小隊在40號行動（Operation 40）的暗殺對象，但後來得知被殺的原來是個替身。在梅森被古巴軍隊俘虜後把他交給德拉戈維奇作為“禮物”，從而使梅森被囚禁在沃爾庫塔勞改營。

## 遊戲概要

### 劇情
《使命召唤：黑色行動》劇情設定在冷戰時期。玩家需在敵人後方執行秘密任務，地點包括越南、香港、烏拉山脈及古巴等。
黑色行動是《使命召唤：戰爭世界》的續集。在“戰爭世界”躲過死劫的雷澤諾夫中士（Sergeant Reznov）將會再在此作出現。
本作的剧情跨越时间为1961年—1968年，另外有一关雷澤諾夫的回忆，控制雷澤諾夫与彼得連科并肩作战，时间是1945年（二战关卡）

#### 關卡列表
| 關卡                 | 地點                       | 時間            |
| -------------------- | -------------------------- | --------------- |
| 40號行動             | 古巴，哈瓦那               | 1961年4月017日  |
| 沃爾庫塔             | 蘇聯，沃爾庫塔             | 1963年010月6日  |
| U.S.D.D.             | 美國，華盛頓特區           | 1963年011月10日 |
| 行政命令             | 蘇聯，拜科努爾             | 1963年011月17日 |
| 研究觀察組（S.O.G.） | 南越，溪生基地             | 1968年1月021日  |
| 叛逃者               | 南越，順化                 | 1968年2月02日   |
| 數字                 | 香港，九龍城寨             | 1968年2月09日   |
| 新星計畫             | 北極圈                     | 1945年10月029日 |
| 叢林                 | 一七線非軍事區             | 1968年2月09日   |
| 墜機地點             | 寮國—越南邊境              | 1968年2月011日  |
| 大規模殺傷性武器     | 蘇聯，烏拉爾山脈，亞曼套山 | 1968年2月018日  |
| 償還                 | 寮國某處                   | 1968年2月019日  |
| 重生                 | 鹹海，沃茲羅日傑尼耶島     | 1968年2月023日  |
| 啟示                 | 美國國安局，第九審訊室     | 1968年2月025日  |
| 救贖                 | 墨西哥灣                   | 1968年2月026日  |

1968年2月25日，隶属美国中央情报局SAD／SOG小组的特工阿历克斯·梅森（Alex Mason）被绑在一间审讯室的椅子上，审讯他的两个人（此时尚且身份不明）一直在试图从他嘴里套出一些关于一座数字电台具体位置的情报。游戏中的大部分关卡都是由梅森的回忆构成。
1961年4月17日，梅森偕同队友CIA特工伍兹（Woods）、鲍曼（Bowman）组成了代号40的小组並一起参加了美国在猪湾事件中采取的军事行动（Operation 40），他们的任务是暗杀古巴领导人菲德尔·卡斯特罗（Fidel Castro）。梅森顺利杀入卡斯楚官邸内部並且亲手射杀了目标，之后三人雖然顺利登上逃亡的飞机，但是飞机因為机场的跑道被敌軍车辆阻擋而无法起飞，梅森毅然跳下飞机利用跑道边的防空砲击毁障礙，飞机顺利起飞逃走，但梅森却被古巴军队抓获。醒来后梅森的发现自己在海边，旁边有一艘写著“水中仙女”号（Rusalka）的大货轮，原來他被古巴军队交给了真正的卡斯楚（卡斯楚早已知道CIA的刺杀計劃，而梅森杀死的是个替身）。卡斯楚将梅森当做“礼物”交给了他的盟友—苏联军队指挥官尼基塔·德拉格维奇将军（Nikita Dragovich）处置，並請德拉格維奇折磨梅森。
梅森在苏联的沃尔库塔勞改营里，其间结识了维克多·雷泽诺夫（Victor Reznov），一名苏联红军老兵，并和他成为难友。雷泽诺夫告诉梅森：负责拷问梅森的是德拉格维奇和他的副手列夫·克拉夫钱科上校（Lev Kravchenko）以及弗雷德里希·施坦纳（Fredrich Steiner）——一名投降苏联的前纳粹德国科学家。他们三人都与雷泽诺夫有着深切联系：1945年10月29日冬天，雷泽诺夫、德拉戈维奇、克拉夫钱科以及德米特里·彼得连科（Dmitri Petrenko，《使命召唤：戰爭世界》的苏军战役玩家角色）所在的苏军突击队奉命去北极圈尋找施坦纳。行动过程本來非常顺利，在四人的带领下，苏军很快突入德军内部，找到了施坦纳博士，然后顺利拿到了毒气（毒气没有来得及被党卫军销毁）。這時，德拉格維奇為了測試毒氣的威力，同時清除异己，於是將雷澤諾夫和彼得连科等人關在密閉艙裡。德拉格維奇使用施坦纳发明的一种名叫“新星六号”的神经毒气毒死彼得连科等人。后来因为英國突擊隊随后杀到来抢毒气，雷泽诺夫和几个幸存的戰友乘乱逃走才捡回一命，在逃离的过程中他将货轮炸沉以銷毁剩余的毒气。但是，这种毒气后来又被施坦纳和一名名叫丹尼尔·克拉克（Daniel Clarke）的英国科学家重新复制而没有完全消失，在那之后不久雷泽诺夫便被以叛国罪的罪名强行关进了沃尔库塔勞改营。
梅森被关了两年後（1963年10月6日），梅森和雷泽诺夫煽动狱友们组织了一场暴动计劃越狱，他們成功杀出沃尔库塔。可是最后雷泽诺夫送梅森跳上了路过的一列货运火车，而他自己为了让梅森能成功脱身而驾驶卡车朝另一个方向开去以引開追兵注意。結果梅森成功逃出，大量狱友喪生，雷泽诺夫則生死未卜。
一个月后（1963年11月10日），梅森成功地穿越蘇聯鐵幕逃往歐洲盟國並被送回到美國本土，之後與國防部長羅伯特·麥克納馬拉一起進入位於五角大廈地下深處的機密指揮中心，會見美國總統约翰·甘迺迪，梅森一度产生了杀死甘迺迪的幻觉，但是最终压制住了自己的冲动。甘迺迪正式签署了暗杀德拉格维奇的命令。
一周后（1963年11月17日），梅森和伍兹和一名美籍俄裔特工韋弗（Weaver）奉命潜入了位于哈萨克境内的拜科努尔太空发射场，意在破坏苏联的太空计畫以及刺杀归降苏联的纳粹科學家，并消灭德拉格维奇等苏联激进分子。韋弗在行动开始后不久便被苏军俘获并被克拉夫钱科刺瞎了左眼，不过后来被梅森一行人所救。最后众人杀到火箭控制台，可是韋弗無法停止火箭發射，梅森情急之下以防空飛彈摧毁了失控升空的联盟号太空船，并趁乱杀死了科学家们。之后，梅森执意要找到德拉格维奇和克拉夫琴科并亲手杀死他们，但克拉夫琴科已经搭乘直升机离开。梅森一行人雖然最终击毁了德拉格维奇的座车，但德拉格维奇仍然躲过了暗杀，这使得梅森不得不用五年时间一直在自身所及范围内追踪他。
1968年，美軍援越司令部研究觀察團（MACV-SOG）小组正式在越南成立，意在調查苏联对该国的影响。梅森和哈德森（Hudson）被編入SOG小組來到越南溪生（Khe Sahn）的美國海軍陸戰隊基地，調查并蒐集蘇聯暗中在越南行動的證據，在這裡二人與伍茲相遇。此時剛好碰上北越軍大舉砲擊進攻，發起溪生战役，於是三人協助基地內的美軍擊退了攻勢，最后鮑曼搭乘直升機來到基地加入小隊。
在成功保卫溪生之后，SOG小组被派往顺化阻止北越军对南越发动的春节攻势，顺便寻找一名携带关于“诺娃六号”的档案的苏联叛逃人员，該人在順化內MACV-SOG的藏身處中，但基地已經與藏身處失去聯繫。梅森並不願意放棄，SOG小组毅然空降到被圍攻的順化尋找證據，梅森一行人在某棟大樓內找到了档案，而且梅森很惊奇地发现雷泽诺夫就是他们要找的叛逃者。之后小隊在掩護一隊美軍撤離后成功撤退。
根據之前找到的文檔，CIA懷疑克拉夫琴科在越南進行毒氣測試，同時CIA得知克拉夫琴科在越南北部，於是在越南的SOG小組便被派往南北越交界處的非軍事區搜尋證據並除掉克拉夫琴科，但是搭乘的直升機在途中被擊落（梅森開直升機門時遇到了雷澤諾夫），之後三人通過水路潛行，摸進了一處越共游擊隊的營地，最後梅森在越共游擊隊的一處洞穴裡和雷澤諾夫發現了克拉夫琴科的通訊站，但是克拉夫琴科早已逃走，梅森只拿到了一些資料，隨後成功逃出洞穴。
SOG小组随后又转战寮國，在一架飞机残骸上寻找可能随其坠落的“诺娃六号”毒气。一行人却在坠机现场发现“诺娃六号”已在坠机事故发生后泄漏一空，还有大量苏联仿制美军的武器(雖然實際遊戲流程中只有一把中國湖榴彈發射器和一支SVD狙擊步槍)。这时它們被越共游擊隊和苏联特种部队包围，最终寡不敌众，悉数被擒。梅森发现敌人的指挥官正是德拉格维奇和克拉夫琴科。
三人被捕后被关在寮國某处审讯，德拉格维奇派遣了一队苏联特种部队协助越共游击队看管被关在水牢中的三人，一名苏联特种部队军官出于无聊让三人玩俄羅斯輪盤取樂，鲍曼因不满並出言不逊而被打死，随后梅森与伍兹互相配合，借机杀了几个看守逃了出来，并抢来了苏军停在营地门口的直升機。两人开着抢来的直升机摧毁敌人的一个营地以及其输油管。随后二人又杀到另一处基地，营救了一队被俘的美军並与雷泽诺夫再次相遇。并得知克拉夫琴科就在基地里，最后梅森被克拉夫琴科偷袭時，伍兹用匕首刺中克拉夫琴科，並抱着试图引爆随身炸药的后者冲出玻璃窗同归于尽。
与此同时，梅森的同僚哈德森和韋弗在香港九龍城寨找到了克拉克博士并开始拷问他。克拉克供出了施坦纳以及隐藏在亚曼套山（Mt Yamantau）中的一座秘密实验基地，这时苏联特种部队却在克拉克说出更重要情报时突袭。雖然克拉克释放了事先布置好的毒气使苏军遭受重创，並带领两名特工逃到其私人军火库拿上武器反击，途中克拉克提到了一串數字，但是在他剛要說出這串數字的含義的時候卻被苏联狙击手击毙。哈德森和韋弗則在援軍到來后成功撤退。
CIA判定梅森等人在越南行動中失蹤，生存可能性很低。梅森失蹤后，二人只能率队在黑鳥偵察機的指引下前往之前由克拉克提供的位于乌拉尔山脉的亞曼套山的斯坦纳博士的实验室追剿施坦纳。在任务过程中，隊員哈里斯摔落悬崖喪生，其他人最终找到了施坦纳的办公室，不料施坦纳却不在那里，整个基地布满了炸弹和导线。这时斯坦纳破解了哈德森等人的无线电频率，联系并告诉哈德森，德拉格维奇正在清理所有与“新星六号”有关的设施和人员，自己也将遭殃（“新星六号” 已经研发完毕，德拉格维奇又要灭口），同时又让他们来自己的所在的基地——位于咸海的沃茲羅日傑尼耶島（也叫做重生島，英文：Rebirth Island）来设法阻止播放数字密码的电台：这组密码将会让德拉格维奇指派潜伏在美国城市里的大量苏联特工接到在城市里释放“新星六号”毒气的指示密码，只有斯坦纳自己知道如何停止广播。之后韋弗拍下了布置点，大家便杀出基地。
事情转回梅森那里：得知了斯坦纳的地址的他和雷泽诺夫两人一起来到重生島，由于大腦里有雷泽诺夫灌输的指令，所以一定要亲手杀死斯坦纳（或者亲眼看到斯坦纳死亡）。事实上这时候，哈德森等人已经在去重生岛营救斯坦纳的路上了，不过由于哈德森等人是正面杀入，并且遭到驻守的苏军引爆毒气武器攻击，而梅森是从后方潜入，所以最后梅森和雷泽诺夫抢先一步到达了重生岛并在哈德森面前杀死了施坦纳。之後梅森被哈德森等人打暈並帶回總部。虽然梅森在审讯室里一口咬定是雷泽诺夫亲手复仇，但是哈德森看到的却是梅森一人所为。
到现在，玩家才真正明白两个一直不见真面目的审讯者其实就是哈德森和韋弗。哈德森逐渐意识到梅森在沃尔库塔被德拉格维奇洗了脑，并被灌输了一套破解数字密码的程序，使其无意识地成为了一名为苏联服务的间谍。而梅森自从越狱之后一直以来看到與雷泽诺夫“一同”战斗的影像其实都是因为痛苦至极的洗脑过程所产生的人格分裂所构成的幻觉。而实际上，雷澤諾夫一心想要報仇，所以他對梅森洗脑程序動了手腳，在越狱之前把给梅森灌输的暗杀肯尼迪的指令改成了杀死德拉格维奇、克拉夫钱科和施坦纳。在审讯中经常能听到有人在读的奇怪数字就是德拉格维奇广播的数字。但危机已经迫在眉睫，由于斯坦纳已死，没有人知道德拉格维奇广播站的具体位置。而梅森由于之前被植入过密码翻译程序，所以只有他有可能破译密码，从而找到广播站地点。于是，为了帮助梅森记起密码破译程序，哈德森帮助梅森回忆了这些年来的经历（就是之前的游戏内容），但是最后梅森还是没想起来。而哈德森也是没有办法才给梅森松了绑（亦也是出于对梅森的信任），但隨後被梅森打暈，梅森在基地裡漸漸想起自己被洗腦的經過，哈德森醒來後追上梅森，最终打醒了半癫狂状态的梅森。哈德森让梅森听了最后一遍数字广播的录音，让梅森在经历了想象与现实的痛苦抉择之后想起了他以前在古巴见过的一条苏联船：“水中仙女”号（Rusalka），并确定那就是数字电台的所在。
拂晓时分，一行人随大队乘直升机在古巴附近水域找到了那艘船，並對其發動了攻擊，德拉格維奇佈置了重重防禦，但還是被美軍突入。哈德森和梅森在突入成功以後，搜查船底时在其下方的水底发现了一座隐藏着的水下电台，它其实也是一座为成功释放毒气后入侵美国本土的苏联潜艇编队所设的补给站。在确认“水中仙女”号就是数字电台后，哈德森呼叫美国海军在15分钟之内对该船实施打击，但是梅森坚持要继续搜寻并亲手杀死德拉格维奇。随后二人潜入水中，发现了一座德拉格维奇修建的水下基地，最后两人在水下基地的最底层找到并最终杀死了德拉格维奇，然后安全返回海面。
成功游出水面后，韋弗宣布了胜利，可梅森还是不敢确定。最後在甘迺迪的影片中居然出現了梅森的身影，其实最诡异的还是溺死德拉格维奇时，梅森质问德拉格维奇在脑中试图植入指令（洗脑）的事情。梅森指责德拉格维奇“试图（tried）”给他洗脑让他暗杀自己的总统，最后德拉格维奇死前用反问句非常轻蔑地說“Tried?!”（意为：真的只是“试图”吗？！）加上最后一段过场中的女人仍然在广播着数字和梅森出现在肯尼迪遇刺的照片里，事实上肯尼迪遇刺案发生于1963年11月22日星期五下午12:30，正是梅森回到美国本土之后。因为剧情有一个五年的空缺，五年间发生了什么没人知道，由此可知于五年前刺杀肯尼迪的可能正是梅森，而梅森此时大脑相当混乱，可能没意识到已经殺了甘迺迪。事实上，德拉格维奇可能已经成功的实现了当初为梅森洗脑的目的。

### 陣營

#### 玩家角色所屬
- 美國中央情報局特別活動部（CIA Special Activities Division）
  - 梅森和哈迪森所屬組織。
- 沃爾庫塔囚犯（Vorkuta Prisoners） 
  - 梅森被囚禁在沃爾庫塔勞改營時的身份，在關卡“沃爾庫塔”中與雷澤諾夫一行人一同策劃越獄。
- 美軍援越司令部研究觀察團（Studies and Observations Group）
  - 梅森在越南和老撾執行任務時的身份。
- 美國空軍（US Air Force）
  - 在“WMD”關卡中支援哈迪森和威弗等人。
- 蘇聯紅軍突擊第3集團軍（3rd Shock Army）
  - 在关卡「新星計劃」中，由玩家控制雷泽诺夫。

#### 友方
- 美國軍隊
  - 美國陸軍
  - 美國海軍陸戰隊
- 美國特勤局
- 苏联军队（Soviet Army)
  - 仅在关卡"新星计划"中

#### 敵方
- 蘇聯軍隊
  - 蘇聯特種部隊（Spetsnaz）
- 苏联内务部
  - 沃爾庫塔監獄警衛
- 古巴革命軍隊
- 古巴國家革命警察部隊（英语：National Revolutionary Police Force）
  - 於“40號行動”關卡中登場。
- 越南南方民族解放陣線（Vietcong）
- 越南人民軍
- 德意志國防軍（Wehrmacht）
  - 於關卡“新星計劃”中登場。
- 武裝黨衛軍（Waffen-SS）
  - 於關卡“新星計劃”中登場。
- 英國突擊隊（British Commandos）
  - 於關卡“新星計劃”中登場。

#### 聯機模式登場組織
- 第40號行動組；黑色行動小隊（Op 40；Black Ops）
  - “Op 40”和“Black Ops”其實都是美國中央情報局特別活動部，只是遊戲中把它們分成兩個不同名稱的陣營而已。（Op 40即40號行動，是中央情報局在1960年代於古巴實行的隱蔽行動，因此該陣營也有可能是中情局招募的反卡斯特羅政權古巴籍叛軍）
- 美軍援越司令部研究觀察團（SOG）
- 蘇聯特種部隊（Spetsnaz）
- 北越軍隊（NVA）
- 古巴軍隊（Tropas）

## 銷售
《決勝時刻 ：黑色行動》上市前五日內的銷售額以6.5億美元的數字刷新世界紀錄，微軟表示，《決勝時刻：黑色行動》打破了Xbox Live線上記錄，自2010年11月9日開始，本作的多人線上時數已達590萬小時並有超過260萬玩家上線。自從遊戲2010年11月9日上市以來，全球玩家登入進行的時間已超過6億小時。
2010年12月21日，动视暴雪公司宣布，《決勝時刻：黑色行動》（Call of Duty: Black Ops），在全球銷售額驚人突破10億美元大關。据NPD Group统计，截止2011年2月为止，《決勝時刻：黑色行动》现在已正式成为美国历史上销量最高的游戏。此前《決勝時刻：黑色行动》刚刚在2月份拿下了全美销售冠军。

## 爭議

### 社會爭議
古巴譴責了該作中對於美國特種部隊嘗試刺殺年輕的菲德爾·卡斯特羅（后失敗，僅殺死了替身）的描繪。古巴支持卡斯特羅的網站Cubadebate稱，該游戲“鼓勵了其主要消費群體即美國年輕人的病態心理”。

### 時代錯誤
在該作中使用了許多在1970年代以後才研發的武器装备。例如：以色列IMI Galil突擊步槍、奧地利斯泰爾AUG突擊步槍、苏联(俄羅斯)AKS-74U卡賓槍、RPK-74輕機槍、OTs-02柏樹衝鋒槍、KS-23霰彈槍、Mi-24雌鹿直升機，德國HK G11突击步枪（奇怪的配备了机械瞄具）、HK PSG1狙擊步槍、HK MP5衝鋒槍、瓦爾特WA 2000狙擊步槍，意大利弗兰基公司SPAS-12戰鬥霰彈槍、SITES公司幽靈M4型衝鋒槍，及捷克CZ-75手槍、法國FAMAS突擊步槍、英國XL64突擊步槍、美国M67手榴弹、M134迷你砲機槍、BGM-71拖式飛彈，还有在60年代根本未诞生的红点瞄准镜、ACOG光學瞄準鏡、Masterkey槍管下掛式霰彈槍、M249班用自動武器（在戰役關卡“沃爾庫塔”中由獄警使用，應該是為了節省資源而重新使用《現代戰爭》系列的模型）、AGS-30阿特蘭自動榴彈發射器等装备。官方解釋是由於主角記憶錯亂所致的，亦有可能是像《現代戰爭》系列般採用了與“現實世界有點相似的另一個平行時空”的設定。然而有部份硬核玩家認為這影響了遊戲的真實性。

## 外部連結
- 官方網站 （页面存档备份，存于）
- 使命召喚遊戲百科